# Partito Socialista d'Albania
Il Partito Socialista d'Albania (in albanese Partia Socialiste e Shqipërisë, PSSH) è un partito politico albanese.
Il PSSH è nato nel 1991, quale erede del Partito del Lavoro d'Albania (Partia e Punës e Shqipërisë, PPSh). Attuale leader del partito è Edi Rama.

## Storia

### Il Partito dei Lavoratori d'Albania
Il PPSh venne fondato nel 1941 con il nome di Partito Comunista d'Albania (Partia Komuniste e Shqipërisë), cambiato poi nel 1948. Il PPSh era un partito marxista-leninista, che fece propria la visione stalinista più dogmatica. Prese il potere in Albania nel 1946 e diede vita ad un sistema dittatoriale tra i più repressivi del blocco Sovietico. Il PPSh fu guidato, fin dalla sua fondazione, da Enver Hoxha, che fu primo ministro dal 1944 al 1954 e Ministro degli esteri dal 1946 al 1953. Di fatto Hoxha fu considerato capo indiscusso del partito e dello Stato fino al 1985 data della sua morte. L'Albania sotto la guida di Hoxha perseguì una politica di autarchia e di isolamento internazionale.
Alla morte di Hoxha, divenne leader albanese il suo delfino Ramiz Alia. Gli anni 1980 erano iniziati nel segno di un risveglio artistico-culturale. Alia, nonostante l'essere stato uomo d'apparato, colse la necessità di far uscire il paese dall'isolamento in cui l'aveva portato Hoxha. L'Albania, pertanto, riaprì relazioni diplomatiche con Italia, Grecia, Turchia e Jugoslavia. Nel frattempo, Alia favorì il confronto ed il dibattito culturale fino a quel momento vietato. Il tutto sfociò, nel dicembre del 1990, un anno dopo la caduta del muro di Berlino, nelle manifestazioni di piazza degli studenti ai quali Alia fu costretto a concedere la costituzione di un movimento studentesco autonomo dal PSSh. Nel 1991 furono svolte le prime elezioni pluripartitiche, che videro la vittoria del PSSH, divenuto Partito Socialista d'Albania. Alia rimase al governo fino all'anno successivo, quando il Partito Democratico d'Albania, centro-destra, vinse le elezioni e portò Sali Berisha al governo.

### Il nuovo corso
Il PSSH è stato all'opposizione del governo Berisha dal 1992 al 1997. Alle elezioni del 1992, infatti, i socialisti ottennero il 23% dei voti, contro il 56,2% delle elezioni dell'anno precedente. Il PD, invece, ottenne il 62,1% dei voti, conquistando ben 92 seggi su 140. Alle elezioni politiche del 1996, il PSSH perse ulteriormente terreno, scendendo al 20,4% dei voti ed ottenendo appena 10 seggi. Anche il PD perse voti, ma mantenne la maggioranza assoluta dei consensi 55,5% e dei seggi, ben 122 su 140. I socialisti, però, accusarono Berisha di brogli, in quanto il conteggio dei voti era svolto a livello territoriale e non da un'unica commissione nazionale. Il nuovo governo a causa delle proteste di piazza durò in carica meno di un anno e nel 1997 si svolsero nuove elezioni.
Approfittando del malcontento popolare il PSSH, alle elezioni del 1997, ottenne il 52,7% dei voti e 101 seggi ed elesse Fatos Nano nuovo primo ministro. Le elezioni parlamentari del 2001 confermarono i socialisti al governo, che scesero al 41,5% dei voti, ma mantennero la maggioranza assoluta con 73 seggi su 140. Ciò nonostante diedero vita ad un governo di coalizione con il Partito Socialdemocratico d'Albania (PSD) e l'Alleanza Democratica (AD).
Nel 2004 il PSSH subì la scissione del Movimento Socialista per l'Integrazione (LSI). Alle elezioni del 2005, il PSSH ha ridotto i suoi seggi a 42, eletti tutti nella quota maggioritaria. Nel proporzionale, infatti, il PSSH ha subito un'emorragia di consensi verso PSD e LSI, che hanno rispettivamente conseguito il 12,7% (9% in più) e l'8,4% dei voti. I seggi, però, conseguiti da questi due ultimi partiti (7 e 5) non hanno compensato il calo socialista. Il PD ha, invece, ottenuto 56 seggi e con gli alleati dell'Aliansa për Liri, Drejtësi dhe Mirëqenie (Alleanza Libertà, Giustizia e Solidarietà), i cui maggiori esponenti erano il Partito Repubblicano d'Albania (PR) e il Partito Democratico Riformato (PDR), ha formato il nuovo governo, guidato da Sali Berisha.
Nel 2005 il PSSH elesse quale suo leader Edi Rama, già attivista contro il regime precedente e vicino al PD, che accusò, però, durante il primo governo Berisha di aver dato vita ad un sistema clientelare ed anti-democratico. Nel 2000 Rama fu eletto sindaco di Tirana come indipendente sostenuto dal PSSH.
Alle elezioni del 2009, il PSSH entrò a far parte della coalizione Unità per il Cambiamento (Bashkimi per Ndryshim), composta insieme al PSD, al PDS e ad alcuni partiti minori. Il nuovo sistema elettorale (proporzionale su base circoscrizionale con sbarramento al 3%) finì per favorire i due partiti maggiori PDSH e PSSH. In alcune circoscrizioni, infatti, il numero limitato di seggi in palio fece sì che, di fatto, lo sbarramento fosse superiore al 10%. L'Unità ottenne il 45,8% dei voti e 66 seggi, di cui ben 65 andarono al PDSH, che ottenne il 40,8% di voti su base nazionale.
Alle politiche del 2013, i socialisti crearono la coalizione di centro-sinistra "Alleanza per un'Albania Europea", alla quale ha preso parte anche LSI. Il PS ottenne il 41,2% dei voti e 66 seggi. Nel complesso l'ASE ottenne 85 seggi su 140. Nel giugno del 2017 il partito raggiunse, con le elezioni, la cifra di 74 deputati al parlamento albanese.

## Presidenti
| N°. | Presidente | Presidente        | Inizio mandato  | Fine mandato    | Durata               |
| --- | ---------- | ----------------- | --------------- | --------------- | -------------------- |
| 1   |            | Fatos Nano (1952) | 13 giugno 1991  | 10 ottobre 2005 | 14 anni e 119 giorni |
| 2   |            | Edi Rama (1964)   | 10 ottobre 2005 | in carica       | 19 anni e 308 giorni |

## Nelle istituzioni

### Presidenti della Repubblica
- Rexhep Meidani (24 luglio 1997 – 24 luglio 2002)

### Primi ministri
- Fatos Nano (24 luglio 1997 – 2 ottobre 1998; 31 luglio 2002 – 11 settembre 2005)
- Pandeli Majko (2 ottobre 1998 – 29 ottobre 1999; 22 febbraio 2002 – 31 luglio 2002)
- Ilir Meta (29 ottobre 1999 – 22 febbraio 2002)
- Edi Rama (dal 10 settembre 2013)

## Simboli
Il logo attuale si basa su quello della rosa nel pugno nella versione creata da José María Cruz Novillo per il Partito Socialista Operaio Spagnolo nel 1977. Il logo del PS è utilizzato senza il consenso ufficiale e l'accordo con il PSOE.

2013–2023

## Risultati elettorali
| Elezione          | Voti    | %     | Seggi     |
| ----------------- | ------- | ----- | --------- |
| Parlamentari 1992 | 433.602 | 23,70 | 38 / 140  |
| Parlamentari 1996 | 335.402 | 20,40 | 10 / 140  |
| Parlamentari 1997 | 413.369 | 31,60 | 101 / 140 |
| Parlamentari 2001 | 555.272 | 41,40 | 73 / 140  |
| Parlamentari 2005 | 538.906 | 39,40 | 42 / 140  |
| Parlamentari 2009 | 620.586 | 40,90 | 65 / 140  |
| Parlamentari 2013 | 713.407 | 41,36 | 65 / 140  |
| Parlamentari 2017 | 764.761 | 48,19 | 74 / 140  |
| Parlamentari 2021 | 768.177 | 48,68 | 74 / 140  |